# Teater Vestvolden
Teater Vestvolden – Hvidovres professionelle egnsteater er et dansk teater, der blev etableret i 1980 som Hvidovre Børneteater. Teater Vestvolden ligger i Hvidovre.
Fra 1984 var det egnsteater for Hvidovre, Brøndby og Rødovre Kommuner under navnet Teater Vestvolden, siden 1989 kun for Hvidovre Kommune under samme navn.
Birgit Gad (f. 1942), en af initiativtagerne, var leder frem til 2001, hvor hun blev afløst af Nanni Theill (f. 1958).
I juni 2011 overtog Stephan Pollner (f. 1973) posten som teaterchef. Han er uddannet skuespiller fra Odense Teater og har ved siden af sin skuespillerkarriere i flere sammenhænge produceret teater. 
Teatret er i dag kendt for deres egne familie- og ungdomsteater forestillinger, samt for deres meget populære arrangementer for voksne med standup og moderne julevariete. 
Teatret arrangerer også Hvidovre Teaterfestival og præsenterer gæstespil. 